# Tmesibasis andruzzii
Tmesibasis andruzzii is een insect uit de familie van de vlinderhaften (Ascalaphidae), die tot de orde netvleugeligen (Neuroptera) behoort. 
Tmesibasis andruzzii is voor het eerst wetenschappelijk beschreven door Navás in 1929.